# Георги Калайджиев (цигулар)
Вижте пояснителната страница за други личности с името Георги Калайджиев.
Георги Калайджиев е български цигулар и благодетел. През 2009 г. създава в Сливен, първата в Европа музикална школа за бедни деца – проект „Музиката вместо улицата“. От 2014 г. е почетен гражданин на гр. Сливен, а през 2019 г. му е присъдена престижната награда за изкуство „Добри Чинтулов“. Известен е с титлата си „маестро“ Георги Калайджиев, като концертмайстор на Софийски солисти и на филхармонията в Гисен.

## Биография
Георги Калайджиев е роден през 1947 г., в град Сливен.
Произхожда от бедно ромско семейство, което живее в ромската махала на града – квартал „Надежда“. Бащата на Георги Калайджиев е цигулар, учи в Консерваторията в София, но не успява да завърши, поради бедност. Понякога му се налага да свири на улицата, за да издържа семейството си.
През 1960-те години, бащата на Георги Калайджиев работи в оркестъра, на ресторант „Гера“, в Сливен. През 1963 г. оркестърът свири, в присъствието на кмета на града, Георги Йорданов, и други административни ръководители. Георги Калайджиев свири соло и печели бурни аплодисменти, на публиката. Баща му споделя с кмета, че иска да прати сина си, да учи в музикално училище, но няма средства.
Кметът на Сливен, Георги Йорданов, отпуска на младия талант общинска стипендия „Добри Чинтулов“ и Георги Калайджиев отива да учи в Музикалното училище, в Бургас. Оттам са едни от най-хубавите му спомени: „за мен Бургас е свещен град, разхождал съм се толкова много по „Богориди“, там са моите първи сцени.“ Георги Калайджиев е изключително прилежен ученик. Сутрин пристига първи в училището и често си тръгва последен.
След средното си образование, завършва с отличие Българската държавна консерватория в София. Следва двугодишна специализация по камерна музика, при известния диригент и музикален педагог Вилмош Татрай, в консерваторията „Ференц Лист“, в Будапеща.
След като завършва висшето си образование, Георги Калайджиев е приет на работа в камерния оркестър за класическа музика „Софийски солисти“. Благодарение на своя талант и прилежание, съвсем скоро е избран за концертмайстор на групата. Участва в множество успешни изяви в България и по света. Изнася концерти в Карнеги Хол (Ню Йорк, САЩ), Роял Албърт Хол (Лондон, Англия), Операта в Сидни (Австралия), в Япония, Сингапур, Хонг Конг и Китай. На фестивала в Байройт, по случай откриването на Вагнеровите празници, свири с Томас Брандис и проф. Саша Гаврилов.
През 1993 г., икономическата криза принуждава Георги Калайджиев да емигрира в Германия. Той бързо се реализира, като концертмайстор на Филхармоничния оркестър на град Гисен и в любителския оркестър „Колегиум музикум“, в Щадалендорф. Започва да преподава на деца и студенти, в Германия.
Георги Калайджиев е женен за Мария Хаушилд, германска гражданка и социален психолог. Имат двама сина.
През 1999 година създава собствен камерен ансамбъл – „Студио Концертанте“, на който е художествен ръководител и до днес.

## Благотворителност
Георги Калайджиев никога не забравя своя роден град и корените си. Събира помощи за бедните и болните, от квартал „Надежда“, раздава лични дарения за децата от социалните заведения, организира гостувания на сливенски художници, музиканти и танцови състави в Гисен.
Георги Калайджиев създава лятна академия „Жеруна“, предназначена за творчески и художествен обмен между Сливен и Германия.
През 2009 г. умира бащата на Мариа Хаушилд, който завещава известна сума, за подпомагане на бедни деца. С тези пари Георги Калайджиев започва проекта „Музиката вместо улицата“ (на немски: Musik statt Straẞe), в който съвместно с български музиканти, обучава социално слаби деца, на класическа музика. Първоначално, Георги организира школата, като извършва основен ремонт на гаража на сестра си Стефка, в квартал „Даме Груев“, в Сливен. По-късно надстроява върху него още един етаж. Инвестира в сградата около 20 000 евро, почти всичките получени чрез дарения, от Германия.
В школата се обучават не само ромчета, но и социално слаби българчета, турчета, арменчета. Децата получават безплатно инструмент и обучение, финансирани чрез дарения, от Германия. В школата се преподават уроци по виолончело, цигулка, китара, пиано, контрабас и флейта, по два пъти седмично. Освен специалния музикален инструмент, децата изучават солфеж и история на музиката. Ангажиран е преподавател, който да им помага за уроците, по общообразователните предмети, в училище. Освен обучението по музика, проектът създава чувство за общност и подкрепа на децата, в неравностойно положение. Учи ги на мислене, емоционален баланс и концентрация. Мотивира ги да бъдат дисциплинирани, да се стараят и да уважават обществото.
Към 2020 година, през школата са преминали над 300 деца. Много от тях продължават обучението си в националните средни музикални училища, в Стара Загора и в Бургас, а след това, и в Националната музикална академия в София.